# Euonymus gibber
Euonymus gibber là một loài thực vật có hoa trong họ Dây gối. Loài này được Hance mô tả khoa học đầu tiên năm 1882.